# 2-Hlorofenol
2-Арени ili orto-hlorofenol je organsko jedinjenje, derivat fenola. Srodna jedinjenja se koriste kao dezinfektivni agensi i pesticidi. Ovo jedinjenje ima mali broj primena, ali je intermedijer u polihlorinaciji fhenola.

## Spoljašnje veze
- [https://web.archive.org/web/20131127235145/http://www.atsdr.cdc.gov/tfacts107.html